# Synagoge (Venningen)

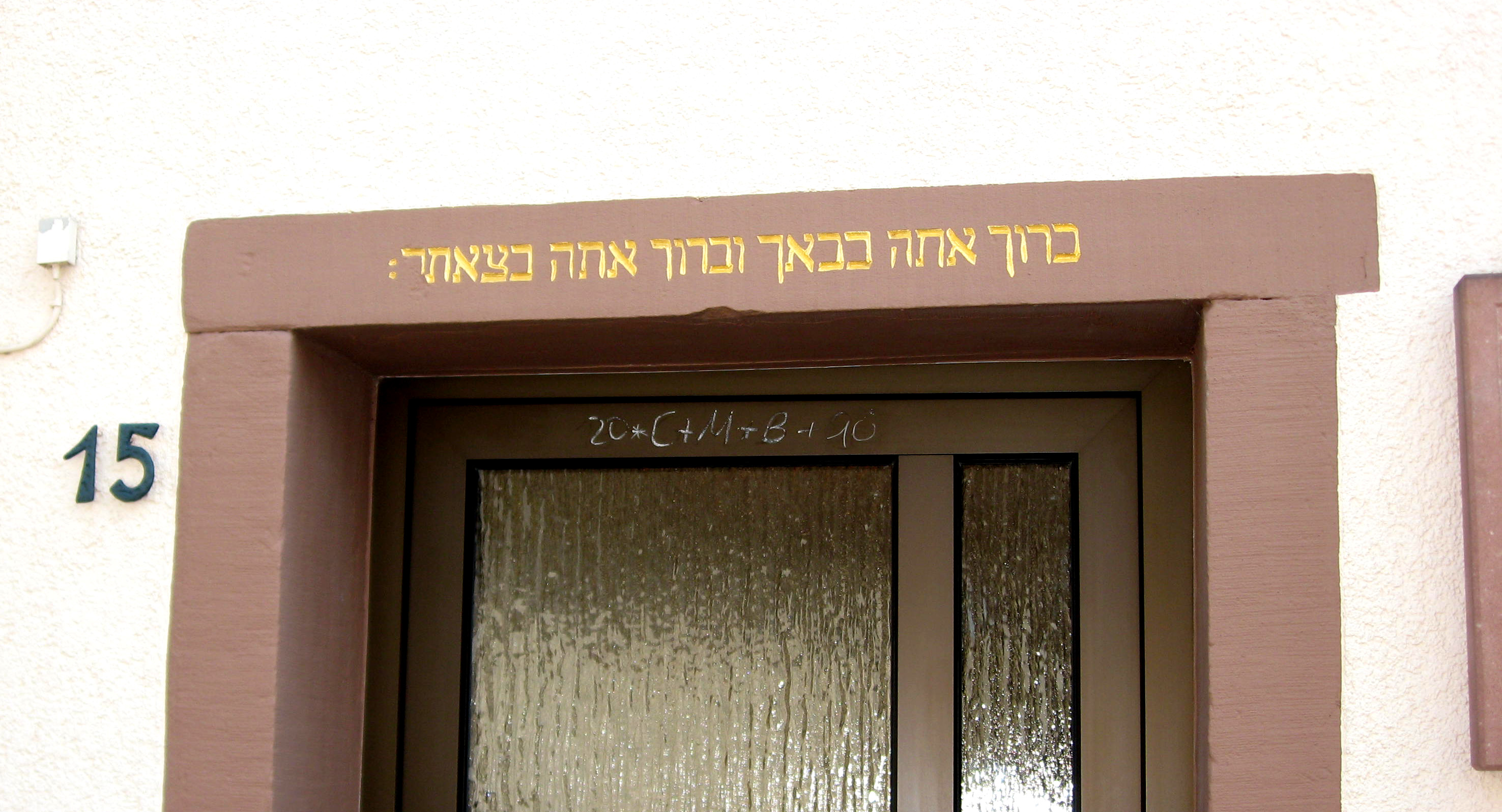
Türsturz mit hebräischer Inschrift

Die Synagoge in Venningen, einer Ortsgemeinde im Landkreis Südliche Weinstraße in Rheinland-Pfalz, wurde 1847 in einem ehemaligen Gasthaus eingerichtet. Die profanierte Synagoge an der Schafstraße 15 ist ein geschütztes Kulturdenkmal.

## Geschichte
Das Gebäude, in dem zuvor ein Gasthaus eingerichtet war, wurde zu einem jüdischen Gemeindezentrum umgebaut. Im Erdgeschoss wurde die Lehrerwohnung eingerichtet, im Obergeschoss, dem ehemaligen Tanzsaal, wurden der Synagogenraum und ein Unterrichtsraum eingebaut. Der Frauenbereich der Synagoge war durch einen Vorhang abgetrennt.    
1868 wurde bei der Renovierung die flache Decke des ehemaligen Tanzsaales durch eine Gewölbedecke ersetzt. In der Synagoge gab es 70 Plätze für Männer und 50 für Frauen. 
Beim Novemberpogrom 1938 wurde die Synagoge verwüstet. Auf Grund der engen Bebauung wurde sie nicht angezündet. Von 1942 bis 1945 wurden im Gebäude Kriegsgefangene untergebracht.   
Seit den 1950er Jahren wird das Gebäude als Wohnhaus genutzt. Beim Umbau vor 1988 wurde die Gewölbedecke entfernt.
An die Nutzung als Synagoge erinnert vor allem noch die Portalinschrift aus 5. Mose 28,6: „Gesegnet bist du bei deiner Ankunft und gesegnet bist du bei deinem Weggehen“.

## Gedenken
Im Jahr 1990 wurde beim Eingang eine Gedenktafel angebracht. Die Inschrift lautet: „In diesem Gebäude befand sich von 1847–1940 die jüdische Synagoge Gemeinde Venningen 1990“.